# Čagataj
Čagataj kan (urdu, perzijski: چغتائی خان, mongolski: Цагадай Cagadaj, 1183. – umro 1241. ili 1242.) bio je drugi sin Džingis-kana. 
Bio je prvi kan od Čagatajskog Kanata u razdoblju 1226. – 1242. Čagatajski jezik i Čagatajski Turci nazvani su po njemu. Nakon očeve smrti naslijedio je većinu onoga što su danas pet država Središnje Azije.
Džingis-kan ga je također imenovao za za nadgledanje izvršenja Jase, pisanog zakona koji je osmislio Džingis-kan, iako je to trajalo samo dok se Džingis-kan sam nije okrunio za kana Mongolskog Carstva. Carstvo koje je kasnije postalo poznato kao Čagatajski Kanat, nasljednik je Mongolskog Carstva. Rodbina je Čagataja smatrala nešto temperamentnijim i tvrdoglavijim od svoje rodbine, zbog njegovog neprihvaćanja Jočija kao velikog kana. Bio je poznat po problemima s rodbinom. Izgleda da je bio pravičan i energičan upravitelj, iako možda grub i nezgrapan te ovisan o piću. U svakom slučaju, nošen vojničkim duhom poput svoga oca uspijevao je održati vlast među raznolikim stanovništvom kanata.